# بوموژویچ
بوموژویچ (به صربی: Beomužević) یک منطقهٔ مسکونی در صربستان است که در والیفو واقع شده‌است. بوموژویچ ۵۲۸ نفر جمعیت دارد.